# Шершень Михайло Сергійович
Миха́йло Сергі́йович Ше́ршень (нар. 27 липня 1995, м. Зміїв, Харківська область, Україна) — український футболіст, гравець клубу «Кудрівка». Виступає на позиціях центрального та правого захисника, а також опорного півзахисника.

## Життєпис
Народився в місті Зміїв Харківської області. Футболом почав займатися у харківському ХДВУФК-1 (перший тренер — Олексій Яковенко). У ДЮФЛУ у 2008 році виступав у складі столичної ДЮСШ «Зміни-Оболонь», а з 2009 по 2012 рік захищав кольори харківського ХДВУФК-1.
У 2012 році перейшов до луганської «Зорі», за яку в першості дублерів відіграв 39 поєдинків. Для отримання постійної ігрової практики був відданий в оренду до кременчуцького «Кременя», у складі якого відіграв 23 матчі (1 гол) у Другій лізі в сезоні 2015/16. Після повернення з оренди у березні 2017 року був включений до заявки головної команди «Зорі» і дебютував в її складі у Прем'єр-лізі України у матчі з «Шахтарем» 6 травня 2017 року. Цей матч так і залишився єдиним для гравця в тому сезоні.
Влітку 2017 року був відданий в оренду в першоліговий клуб «Авангард» (Краматорськ), у складі якого провів два сезони, зігравши 57 матчів у чемпіонаті та три — у Кубку України.
11 липня 2019 року став гравцем харківського «Металіста 1925». Дебютував у складі «жовто-синіх» 27 липня того ж року в матчі першого туру Першої ліги 2019/20 проти «Інгульця» (1:0), вийшовши на заміну на 69-ій хвилині замість Ярослава Дехтяренка.

## Досягнення
«Металіст 1925»:
 Бронзовий призер Першої ліги України: 2020/21
 «Інгулець»:
 Переможець Першої ліги України: 2023/24